# Prosopocera speciosa
Prosopocera speciosa là một loài bọ cánh cứng trong họ Cerambycidae.